# 努托邦

努托邦的国旗是一面白旗

努托邦（英語：Nutopia，音译：努托比亚、努托皮亚）是一个概念性国家，有时也被称为微国家。 努托邦由约翰·列侬和小野洋子创立，创立原因之一是想通过讽刺的方式，解决列侬当时面临的移民问题，就在前一周他收到美国政府的驱逐令。
努托邦并没有实质上的领袖，也没有记录所有公民身份；因此，人口数量不详。
努托邦是“新”（new）和“乌托邦”（utopia）的混合词，代表创立一个新的乌托邦社会； 此外，还有“nut”（俚语中指疯子）和“utopia”的文字游戏。

## 历史

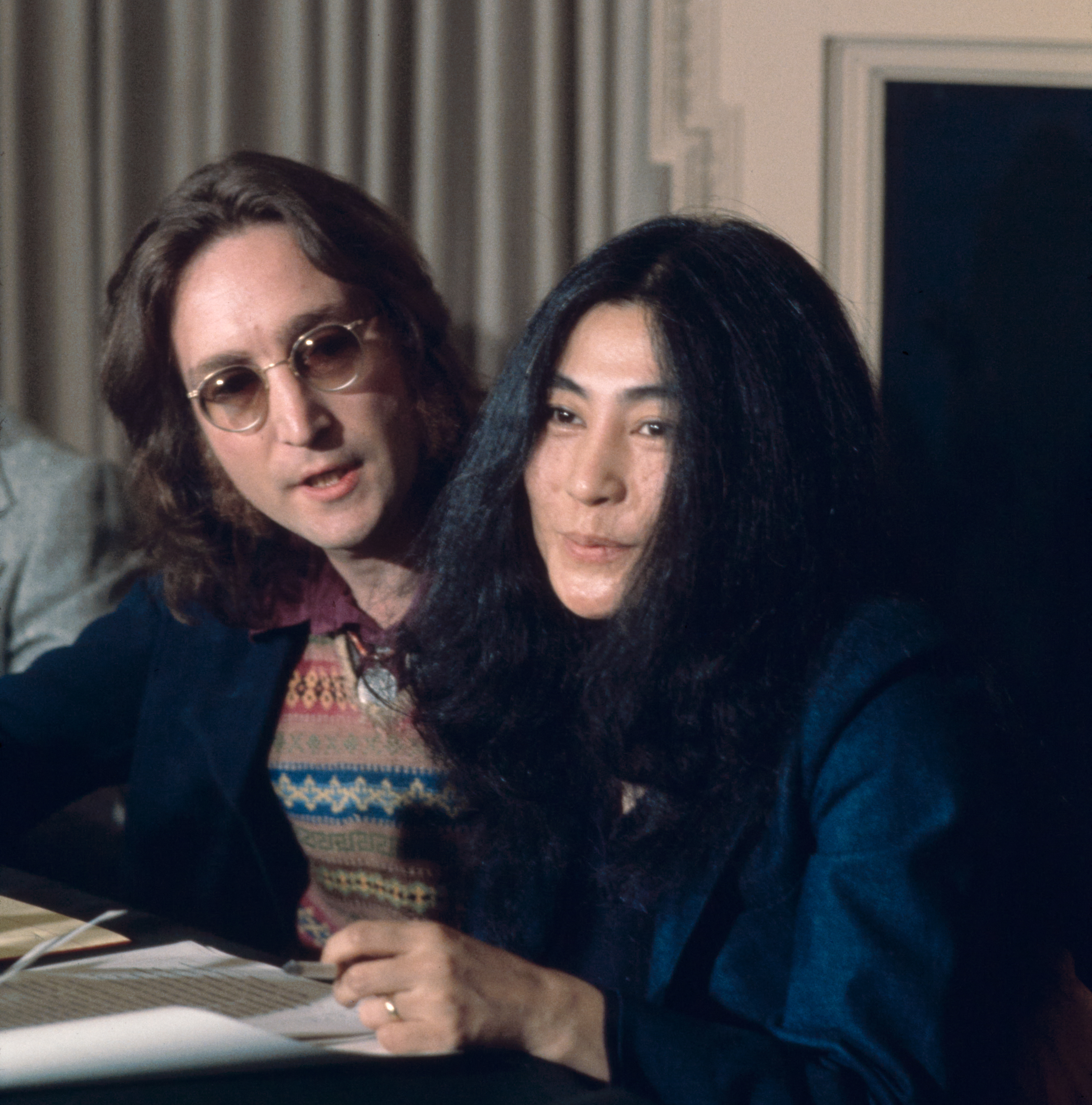
列侬和小野在新闻发布会上宣布成立努托邦

1973年4月2日，列侬和小野洋子在纽约市召开新闻发布会，介绍这个称为“努托邦”的概念国度。
列侬和小野宣布自己是该国大使，并寻求美国政府给予外交豁免权，以结束列侬和小野试图留在美国时，不断遇到的外来移民问题；当时，小野已经通过前夫托尼·考克斯获得常住外国人的“绿卡”，列侬的永久居留身份则被有关当局拒绝。列侬谈到这个想象中的国家时，表示它将实现他的歌曲《想象》和《心灵游戏》的理想，他在前一天签署的“官方”声明中说道：

我们宣布一个概念国家——努托邦的诞生。
 
通过宣布您对努托邦的认识，即可获得该国公民身份。
 
努托邦没有土地、没有边界、没有护照，只有人民。
  
努托邦除宇宙之外没有其他法律。
 
努托邦的所有人民都是该国的大使。
  
作为努托邦的两位大使，我们要求联合国给予我们的国家及其人民外交豁免权和承认。

努托邦大使馆最初位于曼哈顿翠贝卡社区怀特街1号，这里是列侬的一些朋友和工作人员——肯·杜威、乔恩·亨德里克斯、帕蒂·欧登伯格和海伦·希曼的公寓地址，也是约翰和洋子全国委员会（National Committee for John and Yoko）的总部，设立目的旨在帮助他们处理移民案件。 不久之后，列侬将大使馆搬到他们定居的达科他公寓，并在后门悬挂刻有“Nutopian Embassy”的招牌；小野洋子在几十年后回忆说“客人们更喜欢从那扇门走进她的家，而不是从前门进去。”

## 符号

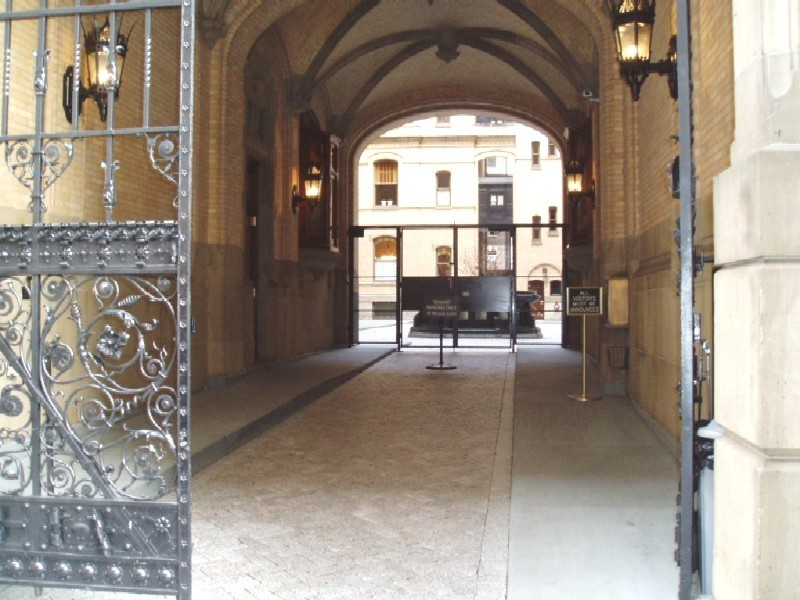
达科他公寓入口处，列侬和小野洋子在他们公寓的后门贴上努托邦大使馆的标志

努托邦旗帜只有一种颜色——白色，列侬在新闻发布会挥舞着一块白手帕说：“这是努托邦的旗帜——我们投降，投向和平与爱。”据《纽约时报》的一位记者报道，列侬还用手帕擤鼻子。 有些人批评这种行为与投降无异，但列侬和小野为其行为辩护，称只有通过投降和妥协，才能实现和平。
列侬的音乐专辑《心灵游戏》（1973年）收录一首“努托邦国际颂歌”，这首歌曲由四秒时间的静默组成。
小野洋子展示手工制作的努托邦大印章（Great Seal），图案是一只海豹的鼻子上平衡着一颗阴阳球，环绕文字刻着“The Great Seal of Nutopia April 1st 1973”。

## 遗产
1975年，列侬的驱逐令被推翻；次年，他获得绿卡，证明他拥有的永久居留权。
2006年，努托邦网站成立，该网站转发到一个关于狮门娱乐公司发行纪录片《美国诉约翰·列侬》的网站。
芬兰创作歌手卡里·佩特萨莫是列侬作品的粉丝，他在自己的专辑《I'm Down》发布了一首名为”Nutopia”的歌曲。
2009年，纽约市举行的约翰·列侬展览会，会方展出成立努托邦的信件。
2024年4月起，任何个人可以通过网站申报努托邦的公民身份。加入号召是通过小野洋子在X（以前的Twitter）和其他网站上的账户发出邀请。